# Mock Tudor
Mock Tudor je deváté sólové studiové album britského hudebníka Richarda Thompsona, vydané v září 1999 jako jeho poslední album pro vydavatelství Capitol Records. Nahráno bylo v listopadu 1998 a jeho producenty byli Tom Rothrock a Rob Schnapf.

## Seznam skladeb
Autorem všech skladeb je Richard Thompson.
| Pořadí | Název                            | Délka |
| ------ | -------------------------------- | ----- |
| 1.     | Cooksferry Queen                 | 4:14  |
| 2.     | Sibella                          | 4:15  |
| 3.     | Bathsheba Smiles                 | 3:54  |
| 4.     | Two-Faced Love                   | 4:03  |
| 5.     | Hard On Me                       | 5:55  |
| 6.     | Crawl Back (Under My Stone)      | 3:59  |
| 7.     | Uninhabited Man                  | 4:52  |
| 8.     | Dry My Tears and Move On         | 3:48  |
| 9.     | Walking the Long Miles Home      | 4:10  |
| 10.    | Sights and Sounds of London Town | 4:54  |
| 11.    | That's All, Amen, Close the Door | 5:56  |
| 12.    | Hope You Like the New Me         | 5:00  |

## Obsazení
- Richard Thompson – kytara, zpěv, mandolína, harmonium, hurdy gurdy, dulcimer
- Mitchell Froom – klávesy
- Atom Ellis – baskytara
- Dave Mattacks – bicí, perkuse
- Judith Owen – doprovodné vokály
- Danny Thompson – kontrabas
- Teddy Thompson – kytara, doprovodné vokály
- David McKelsy – harmonika
- Jeff Turmes – barytonsaxofon
- Charles Davis – kornet
- Leslie Benedict – pozoun
- Randall Aldcroft – pozoun
- Larry Hall – kornet
- Joey Waronker – bicí
- Lovely Previn – housle
- John Bergamot – perkuse